# Siphonaria carbo
Siphonaria carbo is een slakkensoort uit de familie van de Siphonariidae. De wetenschappelijke naam van de soort is voor het eerst geldig gepubliceerd in 1858 door Hanley.